# Первая битва при Агордате
Пе́рвая би́тва при Агорда́те — бой, произошедший 27 июня 1890 года близ города Агордат в Итальянской Эритрее между итальянскими и махдистскими войсками.
Со своей базы в Кассале дервиши совершали набеги на племена хабаб, находившиеся под защитой итальянской колонии Эритрея, находящееся под защитой Италии. Кроме того, войско махдистского государства направило свои силы на Агордат, где находились итальянцы. Полковнику Кортезе, командиру форта Херен, сообщили, что тысяча дервишей разграбили деревню Дега, убили дигаля (вождя) Бени-Амера, похитили сотню женщин, а затем разбили лагерь на берегу Барки, недалеко от села Агордат. По оценкам, было 100 конных дервишей, 600 дервишей-стрелков и 300 дервишей с копьями во главе с эмиром Ибрагимом Фарагяллой..
Капитан Густаво Фара с 1-й и 2-й ротами 1-го туземного батальона (230 человек и 6 офицеров) достиг долины Барса, чтобы отрезать пути отхода махдистам, и застал их врасплох на марше. Огнем из винтовок и штыковой атакой итальянцы рассеяли дервишей, потерявших 250 человек. Во время отступления на дервишей нападали туземцы Барии, и только 60 из них смогли вернуться в Кассалу..
Итальянцы имеют 3 убитых и 8 раненых, возвращают награбленное, освобождают 400 пленных, захватывают 116 винтовок, 4 флага и еще 3 во время погони.
Это столкновение стало первой победой итальянцев в Эритрее. Они занимают этот регион как аванпост против набегов дервишей и размещают в нем гарнизон из роты в форте Агордат. С Англией были начаты переговоры по определению границы между Суданом и Эритреей и согласованию совместных действий против дервишей, но они потерпели неудачу.
Историк Шон Маклахлан называет причиной поражения махдистов в этой битве, а также в последующей битве при Серобети плохие вооружение и дисциплину у дервишей.